# 东戴河站
东戴河站是位于中华人民共和国辽宁省葫芦岛市绥中县万家镇的铁路车站，经过铁路为京哈铁路（秦沈客运专线），是京哈鐵路由關內進入遼寧省的第一站。车站是在2012年为配合东戴河新区开发，在山海关站和绥中北站间增设的，2014年2月25日启用。站台规模为2台4线，站房建筑面积3880平方米。目前东戴河车站实行夏季运营，冬季停运的政策，每年第三季度调图时新增车次停靠，第四季度调图时停运。